# Phare de White Shoal
Le phare de White Shoal (en anglais : White Shoal Light), est un phare du nord-est du lac Michigan situé à 32 km à l'ouest du Pont Mackinac dans le Comté d'Emmet, Michigan. C'est le plus haut phare des Grands Lacs.
Ce phare est inscrit au Registre national des lieux historiques depuis le 19 juillet 1984 sous le no 84001391.

## Historique
La période entre 1852 et le début du 20e siècle a vu une grande activité sur les Grands Lacs par l'United States Lighthouse Board. Entre 1852 et 1860, 26 nouveaux phares ont été construits. Même si la guerre de Sécession et ses conséquences ont ralenti la construction, une douzaine de nouvelles lumières étaient encore allumées au cours de cette décennie. Dans les années 1870, 43 nouvelles lumières ont été construites sur les lacs. Les années 1880 ont vu plus d'une centaine de lumières construites.
Au cours du 19e siècle, la conception des phares des Grands Lacs a lentement évolué. Jusqu'en 1870, la conception la plus courante consistait à construire une habitation de gardien avec la lumière sur le toit de l'habitation ou sur une tour carrée relativement petite attachée à la maison. Dans les années 1870, afin d'élever les lumières vers un plan focal plus élevé, des tours coniques en brique ont été construites. Dans les années 1890, les tours revêtues d'acier ont commencé à remplacer l'ancienne génération de bâtiments en briques.
Le phare de White Shoal a été l'aboutissement d'un effort de 40 ans de 1870 à 1910, lorsque les ingénieurs ont commencé à construire des lumières sur des îles isolées, des récifs et des hauts-fonds qui représentaient des risques de navigation importants. À cette époque, les bateaux-phares étaient le seul moyen pratique de marquer les dangers, mais ils étaient dangereux pour les marins qui les dirigeaient et étaient difficiles à entretenir.
Successivement, en utilisant des conceptions de fondations sous-marines, il a été construit sur un haut-fond le phare de Waugoshance, le phare de Spectacle Reef et le phare de Stannard Rock.

### Le phare
Jusqu'en 1910, le bateau-phare LV56 a servi à White Shoal. La construction du phare, sur une fondation immergée, a commencé en 1908 et la lumière a été mise en service le 1er septembre 1910. En plus d'un signal de brouillard, il avait également une cloche submersible qui sonnerait le numéro "23" pour avertir les marins. Cette innovation technologique du début du XXe siècle était un précurseur audible d'une innovation du milieu du siècle utilisant un transpondeur radar, RACON, qui a ensuite été installé à cet endroit.
En raison de l'augmentation du trafic de marchandises dans et à travers le détroit de Mackinac, ce feu faisait partie d'un plan plus vaste de construction de phares pour protéger les navires et les marins de la région.

### Particularité
La tour a été enduite de béton projeté après achèvement. Le phare est aussi unique :
- La lentille d'origine massive était une lentille de Fresnel du second ordre fabriquée par Barbier, Bénard et Turenne de Paris. La lentille flottait sur un lit de Mercure et était alimentée par un mécanisme d'horlogerie suspendu dans la tour. Elle avait une portée allant jusqu'à 28 miles (45 km) et a généré 1,2 million de candelas. Le phare a été automatisé en 1976. La lentille d'origine est exposée au musée du phare de Whitefish Point.
- Il s'agit du seul phare recouvert d'aluminium des Grands Lacs ; la plupart des autres lanternes sont en fonte.
- La bande rouge en spirale sur la tour blanche, est le seul phare d'enseigne de barbier aux États-Unis. Cependant, des marques de jour hélicoïdales noires et blanches apparaissent sur le phare du cap Hatteras Light et le phare de St. Augustine.

## Description
Le phare est une tour conique en acier doublée de brique, incorporant un logement posé sur une plateforme en béton de 37 m de haut. La tour est peinte en blanc avec une spirale rouge et la lanterne est rouge.
Il émet, à une hauteur focale de 38 m, un flash blanc d'une demie seconde par période de 5 secondes. Sa portée est de 17 milles nautiques (environ 32 km). Il est équipé d'une corne de brume à diaphone émettant un souffle de 3 secondes par période de 30 secondes, au besoin et d'un transpondeur radar émettant la lettre K en morse.

## Caractéristiques dufeu maritime
Fréquence : 5 secondes (W)
- Lumière : 0.5 seconde
- Obscurité : 4.5 secondes

Identifiant : ARLHS : USA-886 ; USCG : 7-17750.

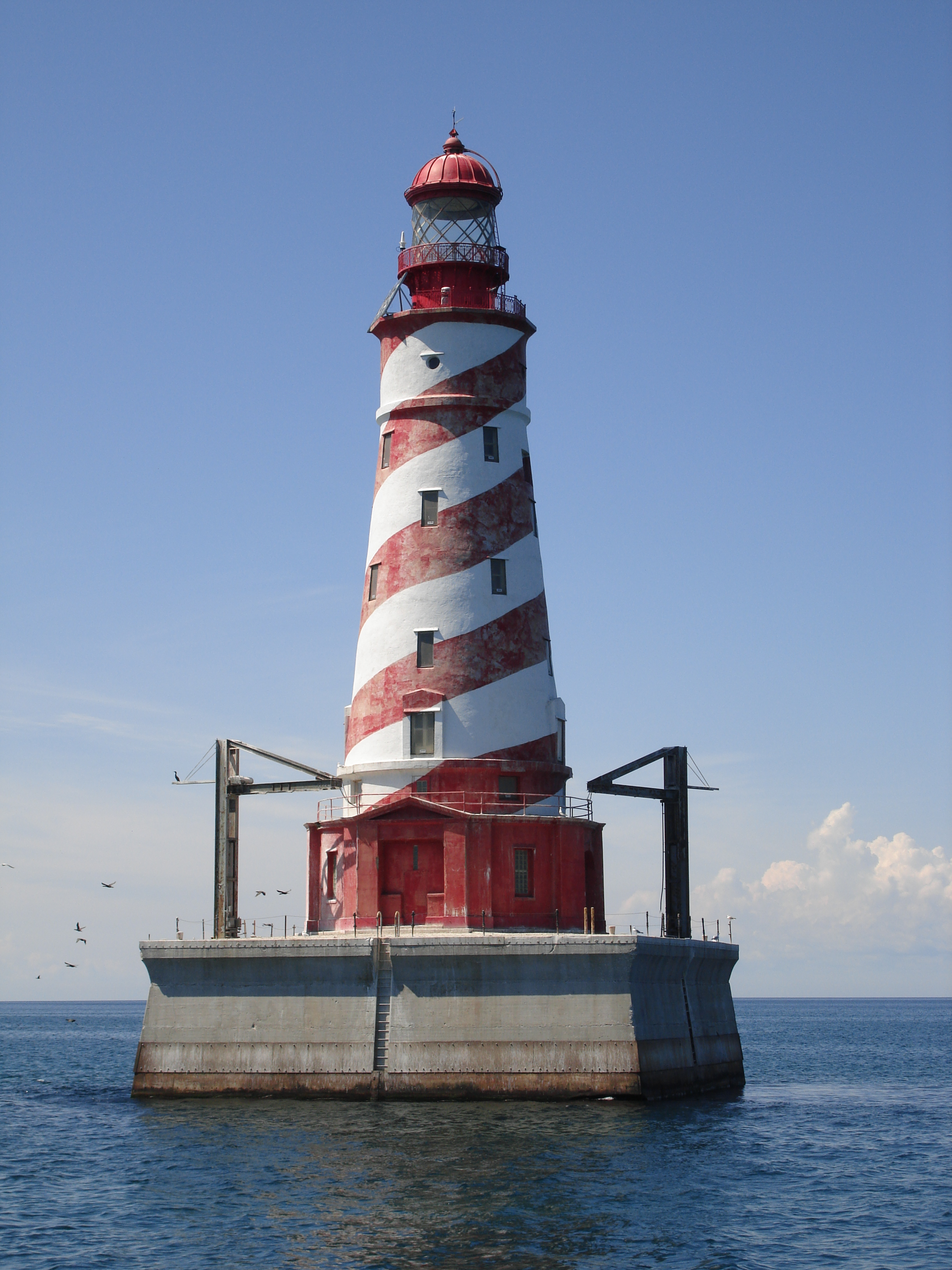
Le phare

### Lien connexe
- Liste des phares au Michigan